# Sorbate de calcium
Le sorbate de calcium est le sel de calcium de l'acide sorbique. Le sorbate de calcium est un sel d'acide gras polyinsaturé.
C'est un conservateur alimentaire fréquemment utilisé, son numéro E est le 203.

## Usage
Le sorbate de calcium est utilisé comme agent de conservation.

## Régulation
La DJA au Canada est fixée à 25 mg kg−1.